# Brain Damage - La maledizione di Elmer
Brain Damage - La maledizione di Elmer è un film del 1988 diretto da Frank Henenlotter. È una commedia dell'orrore con elementi fantahorror che narra della relazione tra il giovane Brian ed un parassita chiamato Elmer (Aylmer, nella versione inglese).

## Trama
Elmer, una sorta di verme parlante dai mostruosi denti aguzzi che si nutre esclusivamente di cervelli, vive insieme a Marscha e Morris, due anziani coniugi in un tranquillo condominio newyorkese. Per nutrirlo i due gli procurano cervelli di animali.
Tutto precipita quando Elmer fugge dall'appartamento per rifugiarsi in quello di Brian. Tra i due si instaura subito un malsano rapporto simbiotico: Elmer secerne una sostanza allucinogena di colore bluastro e la inietta direttamente nel cervello del ragazzo, inebriandolo. Sotto l'effetto di tale sostanza, l'inconsapevole Brian si aggira nottetempo per la città procurando vittime umane ad Elmer, per la sua sopravvivenza.
Il suo carattere comincia a cambiare: trascura la fidanzata Barbara e il fratello Michael concentrandosi esclusivamente sulla creatura. Finché una sera dopo un incontro col vecchio proprietario di Elmer, Brian decide di lasciare il suo appartamento, nascondendosi nei bassifondi di New York. Giunto in uno squallido motel si confronta con Elmer, che gli rivela di averlo usato durante i suoi trip per uccidere e cibarsi dei cervelli delle sue vittime, e che oramai il suo cervello dipende dal fluido che egli gli inietta.
Dopo aver tentato invano di resistere, soggiogato dalla dolorosa astinenza, Brian non ha altra scelta che continuare a sottostare alle richieste di Elmer. Dopo avergli procurato un'altra vittima, ritorna a casa e dopo aver smaltito gli effetti di un'altra dose di fluido, scopre che Michael e Barbara hanno fatto sesso. Brian spiega loro cosa gli sta realmente succedendo, gli intima di andarsene perché non vuole che siano loro i prossimi a morire e lascia l'appartamento. Incurante dei suoi avvertimenti Barbara lo segue in metropolitana e una volta sul treno, viene uccisa da Elmer mentre Brian è sotto l'effetto del fluido.
Brian ritorna a casa ma viene fermato da Morris e Marscha, che armati di pistola si fanno consegnare Elmer. Elmer, non più addomesticato dai cervelli animali, uccide Marscha e attacca Morris. Brian si fa iniettare il fluido perché non può sopportare di assistere a quella scena. Morris rinviene e uccide Elmer stritolandolo con la mano prima di stramazzare al suolo. Nel farlo gli fa iniettare una dose troppo elevata di fluido nel cervello di Brian. La testa di Brian comincia gonfiarsi, e in preda a un dolore atroce, questi rientra in casa precipitandosi in camera e si spara con la pistola di Morris. Quando Michael entra con dei poliziotti nella stanza, Brian è ancora vivo. Dalla fronte spaccata esce un'accecante luce con guizzi di elettricità crepitante.

## Produzione
Il film è costato circa 600.000 dollari.
Nella versione originale, era il presentatore John Zacherle a doppiare Aylmer. Zacherle farà anche un cameo nel film Frankenhooker.
Durante le riprese della scena della fellatio, la maggior parte della crew si allontanò dal set rifiutandosi di lavorare ad una tale scena. Durante tutto il film, Rick ha un taglio sul labbro di cui non si sa l'origine. La cosa faceva parte di una sottotrama in cui il ragazzo finiva in una rissa per difendere il fratello, ma a causa del budget limitato non si poté girare la scena che spiegava l'origine del taglio.
La scena in cui si discute del passato di Elmer è una citazione del film Il falcone maltese.
Vicino alla fine del film, si può vedere un uomo nella metropolitana con un enorme cesto di vimini. Quell'uomo non è altro che Duane Bradley (interpretato da Kevin Van Hentenryck) dal film Basket Case che trasporta suo fratello gemello con lui.